# Phedinopsis
Phedinopsis is een monotypisch geslacht van zangvogels uit de familie zwaluwen (Hirundinidae). De enige soort:
- Phedinopsis brazzae  – Brazza's zwaluw